# Chirosia pusillans
Chirosia pusillans este o specie de muște din genul Chirosia, familia Anthomyiidae. A fost descrisă pentru prima dată de Huckett în anul 1949. Conform Catalogue of Life specia Chirosia pusillans nu are subspecii cunoscute.